# Koniuszy królewski
Koniuszy królewski (ang. Master of the Horse) – urząd dworski w Anglii. Dawniej koniuszy zajmował się stajniami królewskimi, natomiast obecnie jest urzędem czysto honorowym i nie pociąga za sobą szczególnych obowiązków.

## Lista koniuszych królewskich
- 1510–1512: Thomas Knivet
- 1513–1515: Charles Brandon, 1. książę Suffolk
- 1515–1522: Henry Guildford
- 1522–1539: Nicholas Carew
- 1539–1548: Anthony Browne
- 1548–1552: William Herbert, 1. hrabia Pembroke
- 1552–1553: Ambrose Dudley
- 1553–1558: Henry Jernyngham
- 1558–1588: Robert Dudley, 1. hrabia Leicester
- 1588–1601: Robert Devereux, 2. hrabia Essex
- 1601–1616: Edward Somerset, 4. hrabia Worcester
- 1616–1628: George Villiers, 1. książę Buckingham
- 1628–1628: Henry Rich, 1. hrabia Holland
- 1628–1644: James Hamilton, 1. książę Hamilton
- 1653–1655: Rupert z Palatynatu
- 1660–1668: George Monck, 1. książę Albemarle
- 1668–1674: George Villiers, 2. książę Buckingham
- 1674–1679: James Scott, 1. książę Monmouth
- 1679–1681: urząd komisaryczny
- 1681–1685: Charles Lennox, 1. książę Richmond
- 1685–1689: George Legge, 1. baron Dartmouth
- 1689–1702: Henry Nassau d’Auverquerque, 1. hrabia Grantham
- 1702: urząd komisaryczny
- 1702–1712: Charles Seymour, 6. książę Somersetu
- 1712–1714: urząd komisaryczny
- 1714–1715: Charles Seymour, 6. książę Somersetu
- 1715–1727: urząd komisaryczny
- 1727–1735: Richard Lumley, 2. hrabia Scarbrough
- 1735–1750: Charles Lennox, 2. książę Richmond
- 1751–1755: William Cavendish, markiz Hartington
- 1755–1757: Lionel Sackville, 1. książę Dorset
- 1757–1760: Granville Leveson-Gower, 2. hrabia Gower
- 1760–1761: Francis Hastings, 10. hrabia Huntington
- 1761–1766: John Manners, 3. książę Rutland
- 1766: Francis Seymour-Conway, 1. markiz Hertford
- 1766–1778: Peregrine Bertie, 3. książę Ancaster i Kesteven
- 1778–1780: Hugh Percy, 1. książę Northumberland
- 1780–1790: George Montagu, 1. książę Montagu
- 1790–1795: James Graham, 3. książę Montrose
- 1795–1798: John Fane, 10. hrabia Westmorland
- 1798–1804: Philip Stanhope, 5. hrabia Chesterfield
- 1804–1806: Francis Seymour-Conway, 2. markiz Hertford
- 1806–1807: Henry Herbert, 1. hrabia Carnarvon
- 1807–1821: James Graham, 3. książę Montrose
- 1821–1827: Charles Sackville-Dorset, 5. książę Dorset
- 1827–1830: George Osborne, 6. książę Leeds
- 1830–1834: William Keppel, 4. hrabia Albemarle
- 1835: Charles Sackville-Dorset, 5. książę Dorset
- 1835–1841: William Keppel, 4. hrabia Albemarle
- 1841–1846: George Child-Villiers, 5. hrabia Jersey
- 1846–1852: Henry Fitzalan-Howard, 13. książę Norfolk
- 1852: George Child-Villiers, 5. hrabia Jersey
- 1853–1858: Arthur Wellesley, 2. książę Wellington
- 1858–1859: Henry Somerset, 8. książę Beaufort
- 1859–1866: George Brudenell-Bruce, 2. markiz Ailesbury
- 1866–1868: Henry Somerset, 8. książę Beaufort
- 1868–1874: George Brudenell-Bruce, 2. markiz Ailesbury
- 1874–1880: Orlando Bridgeman, 3. hrabia Bradford
- 1880–1885: Hugh Grosvenor, 1. książę Westminster
- 1885–1886: Orlando Bridgeman, 3. hrabia Bradford
- 1886: Richard Boyle, 9. hrabia Cork
- 1886–1892: William Cavendish-Bentinck, 6. książę Portland
- 1892–1894: William Monson, 1. wicehrabia Oxenbridge
- 1894–1895: Richard Boyle, 9. hrabia Cork
- 1895–1905: William Cavendish-Bentinck, 6. książę Portland
- 1905–1907: Osbert Molyneux, 6. hrabia Sefton
- 1907–1915: Bernard Forbes, 8. hrabia Granard
- 1915–1922: Edwyn Scudamore-Stanhope, 10. hrabia Chesterfield
- 1922–1924: Thomas Thynne, 5. markiz Bath
- 1924–1936: Bernard Forbes, 8. hrabia Granard
- 1936–1978: Henry Somerset, 10. książę Beaufort
- 1978–1991: David Fane, 15. hrabia Westmorland
- 1991–1999: Savile Crossley, 3. baron Somerleyton
- 1999–2018: Samuel Vestey, 3. baron Vestey
- 2019–2024: Rupert Ponsonby, 7. baron de Mauley
- 2024–nadal: Henry Ashton, 4. baron Ashton of Hyde